# 第160高射ミサイル旅団 (ウクライナ空軍)
第160高射ミサイル旅団「オデッサ」（ウクライナ語: 160-та зенітна ракетна Одеська бригада）は、ウクライナ空軍南部航空管区隷下の旅団。

## 歴史
1941年1月23日、前身部隊であるソ連空軍第165戦闘航空連隊が設立された。
1945年1月から4月まで、連隊はベラルーシ戦線で戦闘を行った。ワルシャワ市の解放、及び連隊の勇気と勇敢さを記念し、名誉称号「ワルシャワ」が授与された。同年には、3等スヴォーロフ勲章が授与された。
部隊は、第665（旧第165）戦闘航空連隊の装備、人員（飛行要員を除く）とともに、第160旅団にそのまま編入され、第679高射ミサイル連隊を元に再編成された。編成時は第8独立防空軍隷下であった。
1987年、旅団は新設された第60防空軍団隷下となり、翌年旅団はS-300PSを受け取った。
1992年1月23日、ウクライナへ編入。以降1月23日は旅団の記念日となっている。
1999年、名誉称号「オデッサ」を授与された。
2008年、第160旅団はウクライナ軍の最高の部隊の1つとして認められた。
2015年11月18日、ソ連軍の称号の除去のともない「第160オデッサ高射ミサイル旅団」に改称。
2022年1月23日、アヴァンハルディフスカ集落は、旅団のウクライナ編入30周年を祝った。 この日、アヴァンハルディフカ文化会館で集会が開かれ、部隊が過去を振り返り、戦死した軍人の思い出を称え、多くの祝辞を受けた。ウクライナ空軍副司令官は、ウクライナ国防大臣に代わり、部隊の指揮官、士官、下士官に対し、記念記章、勲章、貴重な贈り物を授与した。
旅団は、ロシアの本格的な侵攻の最初の数分より、オデッサの空域とウクライナ南部を守っている。オデッサ州知事マクシム・マルチェンコは、「第160旅団の軍人のおかげでオデッサの人々は戦争の恐怖をほとんど感じずに平和に眠り、普通の生活を送ることができている」と述べた。
2022年6月15日、ウォロディミル・ゼレンスキー大統領より、「勇気と勇敢さに対する栄誉賞」を授与された。